# Beuxes
Beuxes é uma comuna francesa na região administrativa da Nova Aquitânia, no departamento de Vienne. Estende-se por uma área de 11,19 km². Em 2010 a comuna tinha 555 habitantes (densidade: 49,6 hab./km²).